# Erdberg (Wiedeń)
Erdberg – część Wiednia należąca do 3 dzielnicy Landstrasse.
Erdberg zalicza się do najstarszych osad na terenie dzisiejszego Wiednia. Pierwsza wzmianka historyczna pochodzi z XII wieku. Pojawia się wtedy nazwa "Ertpurch", później forma "Erpurch", "Erdburg", a następnie "Erdberg". Nazwa "Erd(e)-berg" co oznacza dosłownie "góra z ziemi" nawiązuje do wału, nasypu ziemnego w kształcie koła, który prawdopodobnie usypano we wczesnym okresie Średniowiecza na terenie dzisiejszych ulic Erdbergrasse, Kardinal-Nagl-Platz, Hainburger Strasse i Schlachthausgasse. Herb mylnie sugeruje związek z truskawkami, które w języku niemieckim noszą nazwę Erdbeere.
Na terenie Erdbergu w roku 1192, pojmano króla angielskiego Ryszarda Lwie Serce, który wracał z III wyprawy krzyżowej. Został prawdopodobnie rozpoznany po pierścieniu królewskim na palcu w jednej z gospód.
W roku 1810 Erdberg został przyłączony do miasta Wiedeń.
Na terenie Erdbergu znajduje się:
- Archiwum Narodowe Austrii,
- Muzeum Tramwajów.

## Znane osoby związane z Erdbergiem
- Harald Havas (* 1964), dziennikarz austriacki
- Camillo Jerusalem (1914–1989), piłkarz austriacki
- Thomas Klestil (1932–2004), Prezydent Austrii
- Carl Lorens (1851–1909), kompozytor austriacki
- Erwin Schrödinger (1887–1961), fizyk, laureat Nagrody Nobla
- Joe Zawinul (1932–2007), muzyk jazzowy